# 후부키 준
후부키 준(일본어: 風吹 ジュン, 1952년 5월 12일~)은 일본의 배우이다. 도야마현 도야마시에서 태어났으며, 교토시립카산 고등학교를 졸업했다. 소속사는 파파도이다.

## 출연

### 영화
- 2001년 《회로》[1]
- 2002년 《편지》
- 2003년 《우연히도 최악의 소년》
- 2004년 《이유》
- 2005년 《베로니카 죽기로 결심하다》
- 2005년 《사요나라 컬러》
- 2005년 《터치》
- 2006년 《게드 전기》
- 2007년 《다마모에》
- 2007년 《붕대클럽》
- 2008년 《이키가미》
- 2010년 《최후의 추신구라》
- 2011년 《나와 아내의 1778가지 이야기》
- 2011년 《진왈츠》
- 2011년 《8일째 매미》
- 2011년 《토끼 드롭스》[2]
- 2011년 《코쿠리코 언덕에서》
- 2017년 《무곡》 - 오노 미츠코 역
- 2017년 《왓 어 원더풀 패밀리! 2》[3]
- 2018년 《왓 어 원더풀 패밀리! 3》[3]
- 2020년  《아사다 가족》
- 2023년  《치히로 상》 - 타에 역

### 드라마
TBS
- 1973년 《엄마는 라이벌》
- 1977년 《겨울 운동회》
- 1987년 《엄마는 아이돌!》
- 1987년 《아빠는 뉴스캐스터!》
- 1998년 《청의 시대》
- 2004년 《오렌지 데이즈》
- 2006년 《윤무곡》
- 2007년 《가희》
- 2008년 《안도나츠》

후지 TV
- 1982년 《세일러복과 기관총》
- 1993년 《한지붕 아래》
- 1995년 《최고의 짝사랑》
- 1996년 《퓨어》
- 2000년 《사랑을 주세요》
- 2003년 《데릴사위》
- 2004년 《모두 옛날에는 아이였다》
- 2005년 《아스카에게, 그리고 아직 보지 못한 아이에게》
- 2007년 《우리들의 교과서》
- 2009년 《트라이앵글》
- 2009년 《구로베의 태양》
- 2009년 《결혼활동!》
- 2010년 《솔직하지 못해서》
- 2011년 《그래도, 살아간다》
- 2011년 《프리터, 집을 사다 스페셜》

TV 아사히
- 2002년 《사토라레》
- 2007년 《사라진 이틀》
- 2012년 《13세의 헬로워크》